# David Miliband
Pour les articles homonymes, voir Miliband.
David Wright Miliband, né le 15 juillet 1965 à Londres, est un homme politique britannique membre du Parti travailliste. Membre du Parlement de 2001 à 2013 pour la circonscription de South Shields, dans le Nord de l’Angleterre, il a été secrétaire d'État aux Affaires étrangères et du Commonwealth entre 2007 et 2010, et de 2006 à 2007 secrétaire à l’Environnement.
Proche de l'ancien Premier ministre Tony Blair, il avait été perçu à l’époque comme l'une des principales figures de la jeune génération travailliste.
Il a été secrétaire aux Affaires étrangères du cabinet fantôme dirigé provisoirement par Harriet Harman, en 2010, et candidat à la succession de Gordon Brown comme chef du parti. Au cours de sa campagne, il s'éloigne de l'héritage de Blair et Brown sans remettre en cause la ligne centriste adoptée sous leur direction. Il est finalement battu par son jeune frère, Ed, également candidat.

## Origines et famille
David Miliband est le fils aîné du théoricien marxiste Ralph Miliband. Ses grands-parents paternels étaient des juifs de Varsovie qui s’étaient installés en Belgique dans l’entre-deux-guerres ; son père émigra en Angleterre en mai 1940 à la suite de l'invasion de la Belgique par l’armée allemande. Sa mère, Marion Kozak, eut Ralph Miliband comme professeur avant de l’épouser en 1961.
Son frère Edward, dit Ed, né en 1969, est économiste ; il a été élu en 2005 membre du Parlement pour la circonscription de Doncaster North, et nommé l’année suivante secrétaire parlementaire à l’office du Cabinet, puis le 3 octobre 2008 secrétaire d'État à l'Énergie et au Changement climatique.
Il est marié à Louise Shackelton, une violoniste américaine membre de l’orchestre symphonique de Londres. Ils ont deux fils adoptés aux États-Unis, le premier en décembre 2004, le deuxième en octobre 2007.

## Formation
Après sa scolarité à Londres, Leeds et Boston, il fait ses études au Corpus Christi College (Oxford), où il obtient son diplôme en philosophie, politique et économique avec un First-Class Honours, la plus haute mention. Il obtient ensuite, en 1990, un Scientiæ Magister de science politique au Massachusetts Institute of Technology, où il était boursier du Kennedy Memorial Trust.
Il entre en 1989 en tant qu’analyste politique à l’Institute for Public Policy Research (IPPR), un think tank où ont été formulées certaines des idées du New Labour, et est à partir de 1992 secrétaire de la commission sur la justice sociale de l’IPPR. En 1994, il devient conseiller politique (Head of Policy) de Tony Blair après l’accession de celui-ci à la tête du Parti travailliste. Miliband est l’un des principaux rédacteurs du programme des travaillistes pour les élections générales de 1997. Après la victoire des travaillistes, Tony Blair le charge de l’unité de programmation politique (Policy Unit) du 10 Downing Street.

## Carrière politique

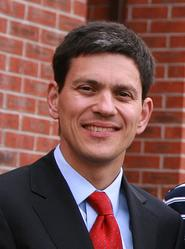
David Miliband en 2007.

Il entre au Parlement lors des élections de 2001, élu dans la circonscription traditionnellement travailliste de South Shields, dans le comté de Tyne et Wear.
En juin 2002, il est nommé ministre des Écoles, un poste rattaché au département de l’Éducation et des Compétences. Le 15 décembre 2004, il remplace Ruth Kelly au poste de ministre à l’office du Cabinet.
À la suite de la nouvelle victoire électorale des travaillistes le 6 mai 2005, il entre au Cabinet en tant que ministre d’État aux Communautés et à l’Administration locale, mais sans recevoir le titre de secrétaire d’État, le poste étant rattaché au portefeuille du Premier ministre adjoint John Prescott. Ses attributions couvraient le logement, la rénovation urbaine, la planification et l’administration locale.

### Secrétaire à l’Environnement
Le 5 mai 2006, à la suite des élections locales, Tony Blair, menant le plus large remaniement de son cabinet depuis 1997, nomme Miliband secrétaire d’État à l’Environnement, à l’Alimentation et aux Affaires rurales en remplacement de Margaret Beckett.
En janvier 2006, il devient le premier membre du cabinet à tenir un blog. Le coût supposé de l’opération a suscité des critiques dans la presse et au Parlement : le libéral-démocrate Chris Huhne l’a estimé à £ 40 000 par an, mais le département de l’Environnement l’évalue à £ 900.
Dans le cadre de la politique gouvernementale de lutte contre le réchauffement climatique, il avance l’idée d’une « carbon credit card » visant à inciter les citoyens à réduire leur émission personnelle de gaz à effet de serre.

### Secrétaire aux Affaires étrangères

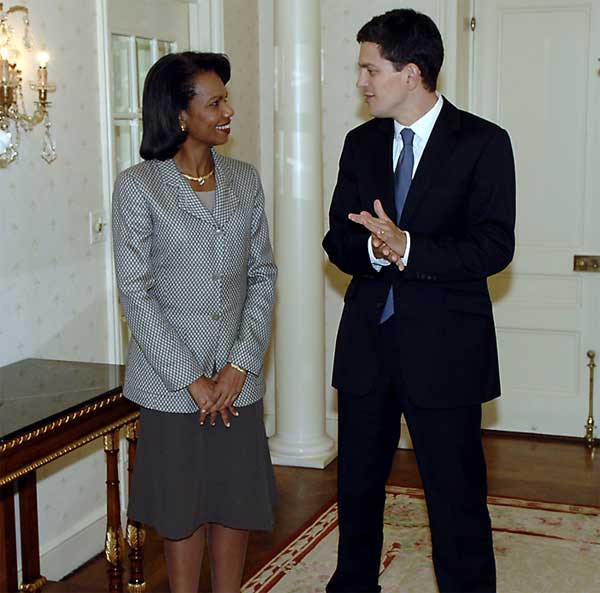
David Miliband et Condoleezza Rice, le 28 septembre 2007.

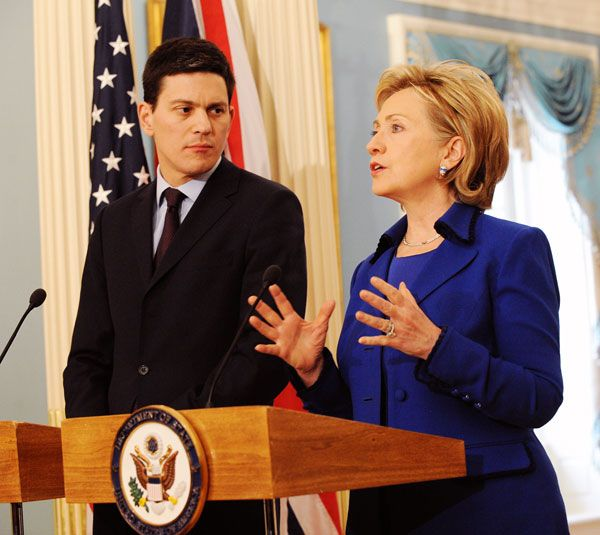
David Miliband et Hillary Clinton, en février 2009.

Le 28 juin 2007, lors de la formation du cabinet Brown, il est nommé secrétaire d’État aux Affaires étrangères et du Commonwealth, succédant à Margaret Beckett.
Il accuse la Russie d'avoir attaqué en première la Géorgie lors de la nuit du 8 août 2008, accusation rejetée par la Russie et démentie plus tard par les enquêtes de la Mission d'observation des Nations unies en Géorgie (MONUG - rapport Heidi Tagliani).

### La défaite au Parti travailliste
En tant que protégé de Tony Blair, David Miliband est longtemps vu comme un possible futur chef des travaillistes et Premier ministre. Lors d’une séance de questions-réponses sur BBC Radio Five Live autour de la coupe du monde de football le 29 juin 2006, un auditeur demanda à Tony Blair s’il avait dans son cabinet un « Wayne Rooney », en référence au jeune espoir de l’équipe d’Angleterre de football, Blair a désigné Miliband.
En 2007, des partisans de Tony Blair l'encouragent à poser sa candidature à la succession de Blair à la tête du Parti travailliste, mais David Miliband renonce et affiche un soutien très clair envers Gordon Brown.
David Miliband fait partie du « gang de Primrose Hill », un regroupement informel de jeunes responsables et conseillers travaillistes, trentenaires et quadragénaires dans les années 2000, constituant la « nouvelle génération » du parti et préparant ses futures orientations après le départ de la génération de Blair et Brown. Le groupe inclut, entre autres, Ed Miliband, Douglas Alexander, Pat McFadden, James Purnell, Jim Murphy, Andy Burnham, Matthew Taylor, Geoff Mulgan et Patrick Diamond. Son soutien à Gordon Brown est perçu comme le signal que la nouvelle génération se montre compatible avec Tony Blair comme avec Gordon Brown et veut s’assurer que le conflit entre leurs partisans (les blairites et les brownites) ne persistera pas lorsqu’elle parviendra à la tête du parti. Bien que son frère Ed ait été conseiller politique de Gordon Brown alors que lui-même a été celui de Tony Blair, leurs positions idéologiques sont extrêmement proches.
Après la défaite du Labour aux élections législatives du 6 mai 2010, Gordon Brown démissionne de la direction du parti et David Miliband est présenté comme un prétendant sérieux à sa succession. Il déclare sa candidature le 12 mai, et devra notamment affronter son jeune frère, Ed Miliband, secrétaire d'État à l'Énergie de 2008 à 2010, qui se lance trois jours plus tard dans la course. À la fin de la collecte des parrainages, il apparaît comme le plus fortement soutenu avec les parrainages de 81 députés, six députés européens, deux syndicats et 49 fédérations locales du Labour.
Longtemps donné favori, il mène une campagne centriste, évitant ainsi la remise en cause de la stratégie de Tony Blair et Gordon Brown, dont il s'éloigne toutefois de l'héritage. Il est finalement battu de justesse par son jeune frère, Ed, qui se classe plus à gauche.
Après sa défaite, David Miliband se retire des instances dirigeantes du Parti travailliste, refusant ainsi de prendre part au cabinet fantôme dirigé par son frère.

### Le retrait de la vie politique
Le 27 mars 2013, David Miliband annonce son retrait de la vie politique afin de devenir directeur de l'International Rescue Committee,. Il conseille également les sociétés VantagePoint Capital Partners (États-Unis) et Indus Basin Holdings (Pakistan).

## Positions
Le fait que Miliband soit à la fois protégé de Tony Blair et soutien de Gordon Brown est vu comme l’annonce d’une synthèse entre l’attention de Brown aux finalités d’une politique progressiste (redistribution et progrès social) et celle de Blair sur ses moyens (scepticisme sur l’intervention directe de l’État).
Selon Andrew Rawnsley, chroniqueur politique à l’Observer, « il fait partie de l’aile gauche du New Labour. Il est partisan – ce que Tony Blair n’est pas entièrement – de la social-démocratie continentale. »

## Résultats électoraux

### Chambre des communes
| Élection          | Circonscription | Parti | Parti        | Voix   | %    | Résultats |
| ----------------- | --------------- | ----- | ------------ | ------ | ---- | --------- |
| Générales de 2001 | South Shields   |       | Travailliste | 19 230 | 63,2 | Élu       |
| Générales de 2005 | South Shields   |       | Travailliste | 18 269 | 60,5 | Élu       |
| Générales de 2010 | South Shields   |       | Travailliste | 18 995 | 52,0 | Élu       |

## Source
- (en) Cet article est partiellement ou en totalité issu de l’article de Wikipédia en anglais intitulé « David Miliband » (voir la liste des auteurs).